# Élections législatives de 2024 en Gironde
Les élections législatives de 2024 en Gironde se déroulent les 30 juin et 7 juillet 2024. Douze députés sont à élire dans le cadre de douze circonscriptions, à la suite de la dissolution de l'Assemblée nationale par Emmanuel Macron.
Le choix de cette dissolution est pris après la défaite de la liste Renaissance aux élections européennes qui ont eu lieu le 9 juin 2024.

## Contexte politique

### Résultats des élections européennes de 2024 par circonscription
| Circonscription | RN      | ENS     | PS - PP | LFI     | LR     |
| --------------- | ------- | ------- | ------- | ------- | ------ |
| Circonscription |         |         |         |         |        |
| 1re             | 15,91 % | 18,14 % | 20,96 % | 10,66 % | 9,69 % |
| 2e              | 12,79 % | 17,21 % | 21,97 % | 13,22 % | 9,21 % |
| 3e              | 16,13 % | 15,16 % | 22,00 % | 13,17 % | 7,15 % |
| 4e              | 30,57 % | 12,26 % | 16,76 % | 13,27 % | 4,71 % |
| 5e              | 37,99 % | 13,68 % | 16,76 % | 13,27 % | 4,71 % |
| 6e              | 24,22 % | 17,59 % | 19,82 % | 7,52 %  | 7,47 % |
| 7e              | 19,96 % | 17,97 % | 21,82 % | 9,16 %  | 6,74 % |
| 8e              | 32,51 % | 18,50 % | 14,35 % | 3,56 %  | 8,60 % |
| 9e              | 33,45 % | 13,13 % | 15,25 % | 6,45 %  | 5,87 % |
| 10e             | 38,20 % | 13,28 % | 12,90 % | 6,68 %  | 5,86 % |
| 11e             | 46,41 % | 10,37 % | 11,15 % | 5,64 %  | 4,51 % |
| 12e             | 32,93 % | 13,52 % | 14,73 % | 7,12 %  | 5,87 % |

## Système électoral
Les élections législatives ont lieu au scrutin uninominal majoritaire à deux tours dans des circonscriptions uninominales.
Est élu au premier tour le candidat qui réunit la majorité absolue des suffrages exprimés et un nombre de voix au moins égal au quart des électeurs inscrits dans la circonscription, soit 25 %. Si aucun des candidats ne satisfait ces conditions, un second tour est organisé entre les candidats ayant réuni un nombre de voix au moins égal à un huitième des inscrits, soit 12,5 %. Les deux candidats arrivés en tête du 1er tour se maintiennent néanmoins par défaut si un seul ou aucun d'entre eux n'a atteint ce seuil. Au second tour, le candidat arrivé en tête est déclaré élu,.
Le seuil de qualification basé sur un pourcentage du total des inscrits et non des suffrages exprimés rend plus difficile l'accès au second tour lorsque l'abstention est élevée. Le système permet en revanche l'accès au second tour de plus de deux candidats si plusieurs d'entre eux franchissent le seuil de 12,5 % des inscrits. Les candidats en lice au second tour peuvent ainsi être trois, un cas de figure appelé « triangulaire ». Les second tours où s'affrontent quatre candidats, appelés « quadrangulaire » sont également possibles, mais beaucoup plus rares,.

### Partis et nuances
Les résultats des élections sont publiés en France par le ministère de l'Intérieur, qui classe les partis en leur attribuant des nuances politiques. Ces dernières sont décidées par les préfets, qui les attribuent indifféremment de l'étiquette politique déclarée par les candidats, qui peut être celle d'un parti ou une candidature sans étiquette.
Seuls le Parti communiste français (COM), La France insoumise (FI), le Parti socialiste (SOC), le Parti radical de gauche (RDG), Les Écologistes (VEC), Renaissance (RE), le Mouvement démocrate (MDM), Horizons (HOR), l'Union des démocrates et indépendants (UDI), Les Républicains (LR), le Rassemblement national (RN) et Reconquête (REC) se voient attribuer en 2024 des nuances propres. Les coalitions Ensemble et Nouveau front populaire, ainsi que les candidats de l'alliance LR-Ciotti-RN, en bénéficient également indirectement, les nuances Ensemble ! (Majorité présidentielle) (ENS), Union de la gauche (UG) et Union de l'extrême-droite (UXD) étant attribuables aux candidats bénéficiant respectivement du soutien de deux partis du centre, de deux partis de gauche ou de deux partis d'extrême-droite,.
Tous les autres partis se voient attribuer l'une ou l'autre des nuances suivantes : EXG (extrême gauche), DVG (divers gauche), ECO (écologiste), REG (régionaliste), DVC (divers centre), DVD (divers droite), DSV (droite souverainiste) et EXD (extrême droite). Des partis comme Debout la France ou Lutte ouvrière ne disposent ainsi pas de nuances propres, et leurs résultats nationaux ne sont pas publiés séparément par le ministère, car mélangés avec d'autres partis (respectivement dans les nuances DSV et EXG).

## Élus
| Circonscription | Député sortant                                 | Parti | Parti    | groupe    | Député élu ou réélu     | Parti | Parti | groupe  |
| --------------- | ---------------------------------------------- | ----- | -------- | --------- | ----------------------- | ----- | ----- | ------- |
| 1re             | Alexandra Martin suppléante de Thomas Cazenave |       | RE       | RE        | Thomas Cazenave         |       | RE    | EPR     |
| 2e              | Nicolas Thierry                                |       | LÉ       | ÉCO-NUPES | Nicolas Thierry         |       | LÉ    | ÉcoS    |
| 3e              | Loïc Prud'homme                                |       | LFI      | LFI-NUPES | Loïc Prud'homme         |       | LFI   | LFI-NFP |
| 4e              | Alain David                                    |       | PS       | SOC       | Alain David             |       | PS    | SOC     |
| 5e              | Grégoire de Fournas                            |       | RN       | RN        | Pascale Got             |       | PS    | SOC     |
| 6e              | Éric Poulliat                                  |       | RE       | RE        | Marie Récalde           |       | PS    | SOC     |
| 7e              | Bérangère Couillard                            |       | RE       | RE        | Sébastien Saint-Pasteur |       | PS    | SOC     |
| 8e              | Sophie Panonacle                               |       | RE       | RE        | Sophie Panonacle        |       | RE    | EPR     |
| 9e              | Sophie Mette                                   |       | MoDem    | DEM       | Sophie Mette            |       | MoDem | DEM     |
| 10e             | Florent Boudié                                 |       | RE       | RE        | Florent Boudié          |       | RE    | EPR     |
| 11e             | Edwige Diaz                                    |       | RN       | RN        | Edwige Diaz             |       | RN    | RN      |
| 12e             | Pascal Lavergne                                |       | RE - TdP | RE        | Mathilde Feld           |       | LFI   | LFI-NFP |

## Résultats

### Résultats à l'échelle du département

#### Résultats par coalition
| Parti et coalition                          | Parti et coalition                                       | Parti et coalition                                       | Premier tour | Premier tour | Premier tour | Second tour   | Second tour   | Second tour | Total Sièges  | +/-           |  |
| Parti et coalition                          | Parti et coalition                                       | Parti et coalition                                       | Voix         | %            | Sièges       | Voix          | %             | Sièges      | Total Sièges  | +/-           |  |
| ------------------------------------------- | -------------------------------------------------------- | -------------------------------------------------------- | ------------ | ------------ | ------------ | ------------- | ------------- | ----------- | ------------- | ------------- |  |
|                                             |                                                          | Parti socialiste (PS)                                    | 123 363      | 15,15        | 0            | 133 695       | 18,51         | 4           | 4             | 3             |  |
|                                             | La France insoumise (LFI)                                | 62 993                                                   | 7,74         | 0            | 61 039       | 8,45          | 2             | 2           | 1             |               |  |
|                                             | Les Écologistes (LÉ)                                     | 65 949                                                   | 8,10         | 0            | 54 345       | 7,52          | 1             | 1           | en stagnation |               |  |
|                                             | Parti communiste français (PCF)                          | 15 849                                                   | 1,95         | 0            | Retrait      | Retrait       | Retrait       | 0           | en stagnation |               |  |
| Total Nouveau Front populaire (NFP)         | Total Nouveau Front populaire (NFP)                      | 268 154                                                  | 32,93        | 0            | 249 079      | 34,49         | 7             | 7           | 4             |               |  |
|                                             |                                                          | Rassemblement national (RN)                              | 244 043      | 29,97        | 1            | 217 514       | 30,12         | 0           | 1             | 1             |  |
|                                             | L'Avenir français (LAF)                                  | 24 016                                                   | 2,95         | 0            | 28 034       | 3,88          | 0             | 0           | Nv            |               |  |
| Total Rassemblement national et alliés (RN) | Total Rassemblement national et alliés (RN)              | 268 059                                                  | 32,92        | 1            | 245 548      | 34,00         | 0             | 1           | 1             |               |  |
|                                             |                                                          | Renaissance (RE)                                         | 164 562      | 20,21        | 0            | 171 494       | 23,75         | 3           | 3             | 3             |  |
|                                             | Mouvement démocrate (MoDem)                              | 49 839                                                   | 6,12         | 0            | 56 095       | 7,77          | 1             | 1           | en stagnation |               |  |
|                                             | Horizons (HOR)                                           | 15 576                                                   | 1,91         | 0            | Retrait      | Retrait       | Retrait       | 0           | en stagnation |               |  |
| Total Ensemble pour la République (ENS)     | Total Ensemble pour la République (ENS)                  | 229 977                                                  | 28,24        | 0            | 227 589      | 31,51         | 4             | 4           | 3             |               |  |
|                                             |                                                          | Les Républicains (LR)                                    | 16 752       | 2,06         | 0            |               |               |             | 0             | en stagnation |  |
|                                             | Nouvelle Énergie (NÉ)                                    | 2 218                                                    | 0,27         | 0            | 0            | Nv            |               |             |               |               |  |
| Total Union de la droite et du centre (UDC) | Total Union de la droite et du centre (UDC)              | 18 970                                                   | 2,33         | 0            | 0            | en stagnation |               |             |               |               |  |
|                                             | Lutte ouvrière (LO)                                      | Lutte ouvrière (LO)                                      | 9 860        | 1,21         | 0            | 0             | en stagnation |             |               |               |  |
|                                             |                                                          | Alliance centriste (AC)                                  | 6 184        | 0,76         | 0            | 0             | Nv            |             |               |               |  |
|                                             | Europe Écologie Égalité ! (EÉÉ)                          | 1 387                                                    | 0,17         | 0            | 0            | Nv            |               |             |               |               |  |
|                                             | Rester libre ! (RL)                                      | 760                                                      | 0,09         | 0            | 0            | Nv            |               |             |               |               |  |
| Total Le Centre (LC)                        | Total Le Centre (LC)                                     | 8 331                                                    | 1,02         | 0            | 0            | Nv            |               |             |               |               |  |
|                                             | Reconquête (REC)                                         | Reconquête (REC)                                         | 5 639        | 0,69         | 0            | 0             | en stagnation |             |               |               |  |
|                                             | Écologie au centre (ÉAC)                                 | Écologie au centre (ÉAC)                                 | 1 597        | 0,20         | 0            | 0             | en stagnation |             |               |               |  |
|                                             | Résistons (RES)                                          | Résistons (RES)                                          | 847          | 0,10         | 0            | 0             | en stagnation |             |               |               |  |
|                                             | Nouveau Parti anticapitaliste – Révolutionnaires (NPA-R) | Nouveau Parti anticapitaliste – Révolutionnaires (NPA-R) | 196          | 0,02         | 0            | 0             | en stagnation |             |               |               |  |
|                                             | Autres partis                                            | Autres partis                                            | 4            | 0,00         | 0            | 0             | en stagnation |             |               |               |  |
|                                             | Sans étiquette (SE)                                      | Sans étiquette (SE)                                      | 2 644        | 0,32         | 0            | 0             | en stagnation |             |               |               |  |
|                                             |                                                          |                                                          |              |              |              |               |               |             |               |               |  |
| Suffrages exprimés                          | Suffrages exprimés                                       | Suffrages exprimés                                       | 814 278      | 97,37        |              | 722 216       | 94,97         |             |               |               |  |
| Votes blancs                                | Votes blancs                                             | Votes blancs                                             | 15 465       | 1,85         | 28 644       | 3,77          |               |             |               |               |  |
| Votes nuls                                  | Votes nuls                                               | Votes nuls                                               | 6 520        | 0,78         | 9 608        | 1,26          |               |             |               |               |  |
| Total                                       | Total                                                    | Total                                                    | 836 263      | 100          | 1            | 760 468       | 100           | 11          | 12            | en stagnation |  |
| Abstentions                                 | Abstentions                                              | Abstentions                                              | 346 013      | 29,27        |              | 322 040       | 29,75         |             |               |               |  |
| Inscrits/Participation                      | Inscrits/Participation                                   | Inscrits/Participation                                   | 1 182 276    | 70,73        | 1 082 508    | 70,25         |               |             |               |               |  |

#### Résultats par nuance
| Nuance                 | Nuance                 | Nuance                 | Premier tour | Premier tour | Premier tour | Second tour | Second tour   | Second tour | Total Sièges | +/-           |  |
| Nuance                 | Nuance                 | Nuance                 | Voix         | %            | Sièges       | Voix        | %             | Sièges      | Total Sièges | +/-           |  |
| ---------------------- | ---------------------- | ---------------------- | ------------ | ------------ | ------------ | ----------- | ------------- | ----------- | ------------ | ------------- |  |
|                        | Union de la gauche     | UG                     | 268 154      | 32,93        | 0            | 249 079     | 34,49         | 7           | 7            | 4             |  |
|                        | Rassemblement national | RN                     | 268 059      | 32,92        | 1            | 245 548     | 34,00         | 0           | 1            | 1             |  |
|                        | Ensemble               | ENS                    | 229 977      | 28,24        | 0            | 227 589     | 31,51         | 4           | 4            | 3             |  |
|                        | Les Républicains       | LR                     | 16 752       | 2,06         | 0            |             |               |             | 0            | en stagnation |  |
|                        | Extrême gauche         | EXG                    | 10 056       | 1,23         | 0            | 0           | en stagnation |             |              |               |  |
|                        | Divers centre          | DVC                    | 7 791        | 0,96         | 0            | 0           | en stagnation |             |              |               |  |
|                        | Reconquête             | REC                    | 5 639        | 0,69         | 0            | 0           | en stagnation |             |              |               |  |
|                        | Divers droite          | DVD                    | 4 398        | 0,54         | 0            | 0           | en stagnation |             |              |               |  |
|                        | Ecologistes            | ECO                    | 2 984        | 0,37         | 0            | 0           | en stagnation |             |              |               |  |
|                        | Divers gauche          | DVG                    | 305          | 0,04         | 0            | 0           | en stagnation |             |              |               |  |
|                        | Divers                 | DIV                    | 143          | 0,02         | 0            | 0           | en stagnation |             |              |               |  |
|                        | Extrême droite         | EXD                    | 20           | 0,00         | 0            | 0           | Nv            |             |              |               |  |
|                        |                        |                        |              |              |              |             |               |             |              |               |  |
| Suffrages exprimés     | Suffrages exprimés     | Suffrages exprimés     | 814 278      | 97,37        |              | 722 216     | 94,97         |             |              |               |  |
| Votes blancs           | Votes blancs           | Votes blancs           | 15 465       | 1,85         | 28 644       | 3,77        |               |             |              |               |  |
| Votes nuls             | Votes nuls             | Votes nuls             | 6 520        | 0,78         | 9 608        | 1,26        |               |             |              |               |  |
| Total                  | Total                  | Total                  | 836 263      | 100          | 1            | 760 468     | 100           | 11          | 12           | en stagnation |  |
| Abstentions            | Abstentions            | Abstentions            | 346 013      | 29,27        |              | 322 040     | 29,75         |             |              |               |  |
| Inscrits/Participation | Inscrits/Participation | Inscrits/Participation | 1 182 276    | 70,73        | 1 082 508    | 70,25       |               |             |              |               |  |

### Résultats par circonscription

#### Première circonscription
Députée sortante : Alexandra Martin (Renaissance), élue en 2022 en tant que suppléante de Thomas Cazenave (Renaissance).
| Candidat                 | Candidat                 | Parti et coalition       | Nuance                   | Premier tour | Premier tour | Second tour | Second tour |
| Candidat                 | Candidat                 | Parti et coalition       | Nuance                   | Voix         | %            | Voix        | %           |
| ------------------------ | ------------------------ | ------------------------ | ------------------------ | ------------ | ------------ | ----------- | ----------- |
|                          | Thomas Cazenave          | RE (ENS)                 | ENS                      | 28 564       | 38,31        | 31 768      | 43,20       |
|                          | Céline Papin             | LÉ (NFP)                 | UG                       | 25 517       | 34,23        | 26 425      | 35,94       |
|                          | Bruno Paluteau           | RN                       | RN                       | 15 654       | 21,00        | 15 336      | 20,86       |
|                          | Béatrice Pomarel         | AC (LC)                  | DVC                      | 3 143        | 4,22         |             |             |
|                          | Virginie Tournay         | REC                      | REC                      | 1 164        | 1,56         |             |             |
|                          | Fanny Quandalle          | LO                       | EXG                      | 511          | 0,69         |             |             |
|                          |                          |                          |                          |              |              |             |             |
| Votes valides            | Votes valides            | Votes valides            | Votes valides            | 74 553       | 98,17        | 73 529      | 98,17       |
| Votes blancs             | Votes blancs             | Votes blancs             | Votes blancs             | 1 002        | 1,32         | 1 064       | 1,42        |
| Votes nuls               | Votes nuls               | Votes nuls               | Votes nuls               | 388          | 0,51         | 305         | 0,41        |
| Total                    | Total                    | Total                    | Total                    | 75 943       | 100          | 74 898      | 100         |
| Abstention               | Abstention               | Abstention               | Abstention               | 29 920       | 28,26        | 30 979      | 29,26       |
| Inscrits / participation | Inscrits / participation | Inscrits / participation | Inscrits / participation | 105 863      | 71,74        | 105 877     | 70,74       |

#### Deuxième circonscription
Député sortant : Nicolas Thierry (Les Écologistes).
| Candidat                 | Candidat                 | Parti et coalition       | Nuance                   | Premier tour | Premier tour | Second tour | Second tour |
| Candidat                 | Candidat                 | Parti et coalition       | Nuance                   | Voix         | %            | Voix        | %           |
| ------------------------ | ------------------------ | ------------------------ | ------------------------ | ------------ | ------------ | ----------- | ----------- |
|                          | Nicolas Thierry          | LÉ (NFP)                 | UG                       | 26 547       | 49,45        | 27 920      | 59,01       |
|                          | Véronique Juramy         | RE (ENS)                 | ENS                      | 15 610       | 29,08        | 19 391      | 40,99       |
|                          | Flavie Fournier          | RN                       | RN                       | 7 510        | 13,99        |             |             |
|                          | Christine Errera         | LR (UDC)                 | LR                       | 3 692        | 6,88         |             |             |
|                          | Guy Dupont               | LO                       | EXG                      | 307          | 0,57         |             |             |
|                          | Yanis Iva                | SE                       | EXD                      | 20           | 0,03         |             |             |
|                          | David Pijoan             | NPA-R                    | EXG                      | 0            | 0            |             |             |
|                          |                          |                          |                          |              |              |             |             |
| Votes valides            | Votes valides            | Votes valides            | Votes valides            | 53 686       | 98,67        | 47 311      | 93,76       |
| Votes blancs             | Votes blancs             | Votes blancs             | Votes blancs             | 529          | 0,97         | 2 317       | 4,59        |
| Votes nuls               | Votes nuls               | Votes nuls               | Votes nuls               | 197          | 0,36         | 832         | 1,65        |
| Total                    | Total                    | Total                    | Total                    | 54 412       | 100          | 50 460      | 100         |
| Abstention               | Abstention               | Abstention               | Abstention               | 19 734       | 26,62        | 23 693      | 31,95       |
| Inscrits / participation | Inscrits / participation | Inscrits / participation | Inscrits / participation | 74 146       | 73,38        | 74 153      | 68,05       |

#### Troisième circonscription
Député sortant : Loïc Prud'homme (La France insoumise).
| Candidat                 | Candidat                  | Parti et coalition       | Nuance                   | Premier tour | Premier tour | Second tour | Second tour |
| Candidat                 | Candidat                  | Parti et coalition       | Nuance                   | Voix         | %            | Voix        | %           |
| ------------------------ | ------------------------- | ------------------------ | ------------------------ | ------------ | ------------ | ----------- | ----------- |
|                          | Loïc Prud'homme           | LFI (NFP)                | UG                       | 30 664       | 49,83        | 32 525      | 53,84       |
|                          | Ariane Ary                | MoDem (ENS)              | ENS                      | 17 080       | 27,75        | 15 905      | 26,33       |
|                          | Maryvonne Bastères        | RN                       | RN                       | 12 037       | 19,56        | 11 983      | 19,84       |
|                          | Cyrille Doumenge          | REC                      | REC                      | 679          | 1,10         |             |             |
|                          | Jacques Guldner           | LO                       | EXG                      | 572          | 0,93         |             |             |
|                          | Flora Savino              | SE                       | DVG                      | 305          | 0,50         |             |             |
|                          | Nathan Minvielle-Larousse | NPA-R                    | EXG                      | 196          | 0,32         |             |             |
|                          | Johan Giraud-Girard       | FPA                      | DIV                      | 4            | 0,01         |             |             |
|                          | Yacine Touzani            | SE                       | DIV                      | 2            | 0,00         |             |             |
|                          |                           |                          |                          |              |              |             |             |
| Votes valides            | Votes valides             | Votes valides            | Votes valides            | 61 539       | 97,41        | 60 413      | 97,77       |
| Votes blancs             | Votes blancs              | Votes blancs             | Votes blancs             | 1 176        | 1,86         | 985         | 1,59        |
| Votes nuls               | Votes nuls                | Votes nuls               | Votes nuls               | 463          | 0,73         | 395         | 0,64        |
| Total                    | Total                     | Total                    | Total                    | 63 178       | 100          | 61 793      | 100         |
| Abstention               | Abstention                | Abstention               | Abstention               | 28 457       | 31,05        | 29 871      | 32,56       |
| Inscrits / participation | Inscrits / participation  | Inscrits / participation | Inscrits / participation | 91 635       | 68,95        | 91 664      | 67,41       |

#### Quatrième circonscription
Député sortant : Alain David (Parti socialiste).
| Candidat                 | Candidat                 | Parti et coalition       | Nuance                   | Premier tour | Premier tour | Second tour | Second tour |
| Candidat                 | Candidat                 | Parti et coalition       | Nuance                   | Voix         | %            | Voix        | %           |
| ------------------------ | ------------------------ | ------------------------ | ------------------------ | ------------ | ------------ | ----------- | ----------- |
|                          | Alain David              | PS (NFP)                 | UG                       | 27 092       | 42,36        | 37 141      | 61,48       |
|                          | Julie Rechagneux         | RN                       | RN                       | 20 702       | 32,37        | 23 266      | 38,52       |
|                          | Fabrice Moretti          | MoDem (ENS)              | ENS                      | 11 045       | 17,27        |             |             |
|                          | Jérôme Lambert           | LR (UDC)                 | LR                       | 4 387        | 6,86         |             |             |
|                          | Anne-Isabelle Brivary    | LO                       | EXG                      | 734          | 1,15         |             |             |
|                          |                          |                          |                          |              |              |             |             |
| Votes valides            | Votes valides            | Votes valides            | Votes valides            | 63 960       | 97,54        | 60 407      | 93,16       |
| Votes blancs             | Votes blancs             | Votes blancs             | Votes blancs             | 1 081        | 1,65         | 3 406       | 5,25        |
| Votes nuls               | Votes nuls               | Votes nuls               | Votes nuls               | 532          | 0,81         | 1 028       | 1,59        |
| Total                    | Total                    | Total                    | Total                    | 65 573       | 100          | 64 841      | 100         |
| Abstention               | Abstention               | Abstention               | Abstention               | 34 194       | 34,27        | 34 948      | 35,02       |
| Inscrits / participation | Inscrits / participation | Inscrits / participation | Inscrits / participation | 99 767       | 65,73        | 99 789      | 64,98       |

#### Cinquième circonscription
Député sortant : Grégoire de Fournas (Rassemblement national).
| Candidat                 | Candidat                 | Parti et coalition       | Nuance                   | Premier tour | Premier tour | Second tour | Second tour |
| Candidat                 | Candidat                 | Parti et coalition       | Nuance                   | Voix         | %            | Voix        | %           |
| ------------------------ | ------------------------ | ------------------------ | ------------------------ | ------------ | ------------ | ----------- | ----------- |
|                          | Grégoire de Fournas      | RN                       | RN                       | 35 457       | 42,32        | 39 656      | 49,37       |
|                          | Pascale Got              | PS (NFP)                 | UG                       | 26 631       | 31,79        | 40 665      | 50,63       |
|                          | Stéphane Sence           | HOR (ENS)                | ENS                      | 15 576       | 18,59        | Retrait     | Retrait     |
|                          | Benoît Simian            | AC (LC)                  | DVC                      | 3 041        | 3,63         |             |             |
|                          | Laurent Toussaint        | NÉ (UDC)                 | DVD                      | 2 218        | 2,65         |             |             |
|                          | Thierry Fagegaltier      | LO                       | EXG                      | 858          | 1,02         |             |             |
|                          |                          |                          |                          |              |              |             |             |
| Votes valides            | Votes valides            | Votes valides            | Votes valides            | 83 781       | 97,37        | 80 321      | 93,17       |
| Votes blancs             | Votes blancs             | Votes blancs             | Votes blancs             | 1 641        | 1,91         | 4 525       | 5,25        |
| Votes nuls               | Votes nuls               | Votes nuls               | Votes nuls               | 618          | 0,72         | 1 360       | 1,58        |
| Total                    | Total                    | Total                    | Total                    | 86 040       | 100          | 86 206      | 100         |
| Abstention               | Abstention               | Abstention               | Abstention               | 37 023       | 30,08        | 36 874      | 29,96       |
| Inscrits / participation | Inscrits / participation | Inscrits / participation | Inscrits / participation | 123 063      | 69,92        | 123 080     | 70,04       |

#### Sixième circonscription
Député sortant : Éric Poulliat (Renaissance).
| Candidat                 | Candidat                 | Parti et coalition       | Nuance                   | Premier tour | Premier tour | Second tour | Second tour |
| Candidat                 | Candidat                 | Parti et coalition       | Nuance                   | Voix         | %            | Voix        | %           |
| ------------------------ | ------------------------ | ------------------------ | ------------------------ | ------------ | ------------ | ----------- | ----------- |
|                          | Marie Récalde            | PS (NFP)                 | UG                       | 27 564       | 35,24        | 31 079      | 39,78       |
|                          | Éric Poulliat            | RE (ENS)                 | ENS                      | 25 636       | 32,78        | 25 455      | 32,58       |
|                          | Jimmy Bourlieux          | RN                       | RN                       | 21 174       | 27,07        | 21 600      | 27,64       |
|                          | Jonathan Florit,         | EÉÉ (LC)                 | ECO                      | 1 387        | 1,77         |             |             |
|                          | Nicole Destouesse        | REC                      | REC                      | 929          | 1,19         |             |             |
|                          | Franck Bonhomme          | RES                      | DVC                      | 847          | 1,08         |             |             |
|                          | Guillaume Perchet        | LO                       | EXG                      | 673          | 0,86         |             |             |
|                          |                          |                          |                          |              |              |             |             |
| Votes valides            | Votes valides            | Votes valides            | Votes valides            | 78 210       | 97,61        | 78 134      | 97,72       |
| Votes blancs             | Votes blancs             | Votes blancs             | Votes blancs             | 1 398        | 1,74         | 1 352       | 1,69        |
| Votes nuls               | Votes nuls               | Votes nuls               | Votes nuls               | 518          | 0,65         | 470         | 0,59        |
| Total                    | Total                    | Total                    | Total                    | 80 126       | 100          | 79 956      | 100         |
| Abstention               | Abstention               | Abstention               | Abstention               | 28 883       | 26,50        | 29 079      | 26,67       |
| Inscrits / participation | Inscrits / participation | Inscrits / participation | Inscrits / participation | 109 009      | 73,50        | 109 035     | 73,33       |

#### Septième circonscription
Député sortant : Bérangère Couillard (Renaissance).
| Candidat                 | Candidat                 | Parti et coalition       | Nuance                   | Premier tour | Premier tour | Second tour | Second tour |
| Candidat                 | Candidat                 | Parti et coalition       | Nuance                   | Voix         | %            | Voix        | %           |
| ------------------------ | ------------------------ | ------------------------ | ------------------------ | ------------ | ------------ | ----------- | ----------- |
|                          | Sébastien Saint-Pasteur  | PS (NFP)                 | UG                       | 21 913       | 38,50        | 24 810      | 43,82       |
|                          | Bérangère Couillard      | RE (ENS)                 | ENS                      | 18 854       | 33,12        | 19 164      | 33,85       |
|                          | Clémence Naveys-Dumas    | RN                       | RN                       | 12 766       | 22,43        | 12 644      | 22,33       |
|                          | Ousmane Thiam            | ÉAC                      | ECO                      | 1 597        | 2,81         |             |             |
|                          | Christelle Cotton,       | RL (LC)                  | DVC                      | 760          | 1,34         |             |             |
|                          | Dominique de Witte       | REC                      | REC                      | 589          | 1,03         |             |             |
|                          | Monique Oratto           | LO                       | EXG                      | 442          | 0,78         |             |             |
|                          |                          |                          |                          |              |              |             |             |
| Votes valides            | Votes valides            | Votes valides            | Votes valides            | 56 921       | 97,92        | 56 618      | 97,81       |
| Votes blancs             | Votes blancs             | Votes blancs             | Votes blancs             | 832          | 1,43         | 894         | 1,54        |
| Votes nuls               | Votes nuls               | Votes nuls               | Votes nuls               | 376          | 0,65         | 376         | 0,65        |
| Total                    | Total                    | Total                    | Total                    | 58 129       | 100          | 57 888      | 100         |
| Abstention               | Abstention               | Abstention               | Abstention               | 22 563       | 27,96        | 22 808      | 28,26       |
| Inscrits / participation | Inscrits / participation | Inscrits / participation | Inscrits / participation | 80 692       | 72,04        | 80 696      | 71,74       |

#### Huitième circonscription
Député sortant : Sophie Panonacle (Renaissance).
| Candidat                 | Candidat                 | Parti et coalition       | Nuance                   | Premier tour | Premier tour | Second tour | Second tour |
| Candidat                 | Candidat                 | Parti et coalition       | Nuance                   | Voix         | %            | Voix        | %           |
| ------------------------ | ------------------------ | ------------------------ | ------------------------ | ------------ | ------------ | ----------- | ----------- |
|                          | Laurent Lamara           | RN                       | RN                       | 31 248       | 36,86        | 36 137      | 43,59       |
|                          | Sophie Panonacle         | RE (ENS)                 | ENS                      | 26 881       | 31,71        | 46 756      | 56,41       |
|                          | Marylène Faure           | PCF (NFP)                | UG                       | 15 849       | 18,70        | Retrait     | Retrait     |
|                          | Marc Morin               | LR (UDC)                 | LR                       | 8 673        | 10,23        |             |             |
|                          | Marie-Christine Caries   | REC                      | REC                      | 1 090        | 1,29         |             |             |
|                          | Rémy Coste               | LO                       | EXG                      | 898          | 1,06         |             |             |
|                          | Céline Blut              | SE                       | DIV                      | 137          | 0,16         |             |             |
|                          |                          |                          |                          |              |              |             |             |
| Votes valides            | Votes valides            | Votes valides            | Votes valides            | 84 776       | 97,55        | 82 893      | 95,28       |
| Votes blancs             | Votes blancs             | Votes blancs             | Votes blancs             | 1 463        | 1,68         | 3 023       | 3,47        |
| Votes nuls               | Votes nuls               | Votes nuls               | Votes nuls               | 663          | 0,76         | 1 085       | 1,25        |
| Total                    | Total                    | Total                    | Total                    | 86 902       | 100          | 87 001      | 100         |
| Abstention               | Abstention               | Abstention               | Abstention               | 34 656       | 28,51        | 34 580      | 28,44       |
| Inscrits / participation | Inscrits / participation | Inscrits / participation | Inscrits / participation | 121 558      | 71,49        | 121 581     | 71,56       |

#### Neuvième circonscription
Député sortant : Sophie Mette (Mouvement démocrate).
| Candidat                 | Candidat                 | Parti et coalition       | Nuance                   | Premier tour | Premier tour | Second tour | Second tour |
| Candidat                 | Candidat                 | Parti et coalition       | Nuance                   | Voix         | %            | Voix        | %           |
| ------------------------ | ------------------------ | ------------------------ | ------------------------ | ------------ | ------------ | ----------- | ----------- |
|                          | François-Xavier Marques  | RN                       | RN                       | 27 868       | 38,54        | 30 337      | 43,01       |
|                          | Sophie Mette             | MoDem (ENS)              | ENS                      | 21 714       | 30,03        | 40 190      | 56,99       |
|                          | Corinne Martinez         | PS (NFP)                 | UG                       | 20 163       | 27,89        | Retrait     | Retrait     |
|                          | Jean-Philippe Delcamp    | LO                       | EXG                      | 1 368        | 1,89         |             |             |
|                          | Sylvie Mantel            | REC                      | REC                      | 1 188        | 1,64         |             |             |
|                          |                          |                          |                          |              |              |             |             |
| Votes valides            | Votes valides            | Votes valides            | Votes valides            | 72 301       | 96,45        | 70 527      | 94,32       |
| Votes blancs             | Votes blancs             | Votes blancs             | Votes blancs             | 1 885        | 2,51         | 3 077       | 4,12        |
| Votes nuls               | Votes nuls               | Votes nuls               | Votes nuls               | 776          | 1,04         | 1 167       | 1,56        |
| Total                    | Total                    | Total                    | Total                    | 74 962       | 100          | 74 771      | 100         |
| Abstention               | Abstention               | Abstention               | Abstention               | 28 885       | 27,81        | 29 106      | 28,02       |
| Inscrits / participation | Inscrits / participation | Inscrits / participation | Inscrits / participation | 103 847      | 72,19        | 103 877     | 71,98       |

#### Dixième circonscription
Député sortant : Florent Boudié (Renaissance).
| Candidat                 | Candidat                 | Parti et coalition       | Nuance                   | Premier tour | Premier tour | Second tour | Second tour |
| Candidat                 | Candidat                 | Parti et coalition       | Nuance                   | Voix         | %            | Voix        | %           |
| ------------------------ | ------------------------ | ------------------------ | ------------------------ | ------------ | ------------ | ----------- | ----------- |
|                          | Sandrine Chadourne       | RN                       | RN                       | 25 037       | 43,80        | 26 555      | 47,83       |
|                          | Florent Boudié           | RE (ENS)                 | ENS                      | 17 128       | 29,96        | 28 960      | 52,17       |
|                          | Pascal Bourgois          | LÉ (NFP)                 | UG                       | 13 885       | 24,29        | Retrait     | Retrait     |
|                          | Hélène Halbin            | LO                       | EXG                      | 1 117        | 1,95         |             |             |
|                          |                          |                          |                          |              |              |             |             |
| Votes valides            | Votes valides            | Votes valides            | Votes valides            | 57 167       | 96,83        | 55 515      | 94,53       |
| Votes blancs             | Votes blancs             | Votes blancs             | Votes blancs             | 1 267        | 2,15         | 2 365       | 4,03        |
| Votes nuls               | Votes nuls               | Votes nuls               | Votes nuls               | 605          | 1,02         | 847         | 1,44        |
| Total                    | Total                    | Total                    | Total                    | 59 039       | 100          | 58 727      | 100         |
| Abstention               | Abstention               | Abstention               | Abstention               | 24 550       | 29,37        | 24 893      | 29,77       |
| Inscrits / participation | Inscrits / participation | Inscrits / participation | Inscrits / participation | 83 589       | 70,63        | 83 620      | 70,23       |

#### Onzième circonscription
Députée sortante : Edwige Diaz (Rassemblement national).
| Candidat                 | Candidat                 | Parti et coalition       | Nuance                   | Premier tour | Premier tour |
| Candidat                 | Candidat                 | Parti et coalition       | Nuance                   | Voix         | %            |
| ------------------------ | ------------------------ | ------------------------ | ------------------------ | ------------ | ------------ |
|                          | Edwige Diaz              | RN                       | RN                       | 34 590       | 53,33        |
|                          | Véronique Hammerer       | RE (ENS)                 | ENS                      | 14 619       | 22,54        |
|                          | Cécilia Fonseca          | LFI (NFP)                | UG                       | 14 287       | 22,03        |
|                          | Zina Ahmimou             | LO                       | EXG                      | 1 359        | 2,10         |
|                          |                          |                          |                          |              |              |
| Votes valides            | Votes valides            | Votes valides            | Votes valides            | 64 855       | 96,17        |
| Votes blancs             | Votes blancs             | Votes blancs             | Votes blancs             | 1 778        | 2,64         |
| Votes nuls               | Votes nuls               | Votes nuls               | Votes nuls               | 804          | 1,19         |
| Total                    | Total                    | Total                    | Total                    | 67 437       | 100          |
| Abstention               | Abstention               | Abstention               | Abstention               | 32 559       | 32,56        |
| Inscrits / participation | Inscrits / participation | Inscrits / participation | Inscrits / participation | 99 996       | 67,44        |

#### Douzième circonscription
Député sortant : Pascal Lavergne (Renaissance - Territoire de progrès).
| Candidat                 | Candidat                 | Parti et coalition       | Nuance                   | Premier tour | Premier tour | Second tour | Second tour |
| Candidat                 | Candidat                 | Parti et coalition       | Nuance                   | Voix         | %            | Voix        | %           |
| ------------------------ | ------------------------ | ------------------------ | ------------------------ | ------------ | ------------ | ----------- | ----------- |
|                          | Rémy Berthonneau         | LAF (RN)                 | RN                       | 24 016       | 38,41        | 28 034      | 49,58       |
|                          | Mathilde Feld            | LFI (NFP)                | UG                       | 18 042       | 28,85        | 28 514      | 50,42       |
|                          | Pascal Lavergne,         | RE - TdP (ENS)           | ENS                      | 17 270       | 27,62        | Retrait     | Retrait     |
|                          | Gabriel Landette         | SE                       | DVD                      | 2 180        | 3,49         |             |             |
|                          | Richard Lavin            | LO                       | EXG                      | 1 021        | 1,63         |             |             |
|                          |                          |                          |                          |              |              |             |             |
| Votes valides            | Votes valides            | Votes valides            | Votes valides            | 62 529       | 96,91        | 56 548      | 88,46       |
| Votes blancs             | Votes blancs             | Votes blancs             | Votes blancs             | 1 413        | 2,19         | 5 636       | 8,82        |
| Votes nuls               | Votes nuls               | Votes nuls               | Votes nuls               | 580          | 0,90         | 1 743       | 2,73        |
| Total                    | Total                    | Total                    | Total                    | 64 522       | 100          | 63 927      | 100         |
| Abstention               | Abstention               | Abstention               | Abstention               | 24 589       | 27,59        | 25 209      | 28,28       |
| Inscrits / participation | Inscrits / participation | Inscrits / participation | Inscrits / participation | 89 111       | 72,41        | 89 136      | 71,72       |